# 엘런 드제너러스 쇼
엘런 디제너러스 쇼(The Ellen DeGeneres Show)는 미국의 희극인이자 배우인 엘런 디제너러스가 진행하는 미국의 텔레비전 코미디 토크쇼이다. 2003년 9월 8일에 시작한 이 프로그램은, 워너브라더스 텔레비전이 제작 및 배포되며 NBC유니버설을 포함한 방송사에서 신디케이션으로 방송된다. 타이틀 로고는 단순히 "ellen"으로 표기된다.
이 쇼는 데이타임 에미상 후보에 166번 올랐으며, 2019년 현재 61번의 데이타임 에미상을 수상했는데, 그 중에는 뛰어난 토크쇼 (Outstanding Talk Show) 4번과 뛰어난 토크쇼 엔터테인먼트 (Outstanding Talk Show Entertainment) 7번도 포함되어 있어, 같은 상을 9번을 수상한 오프라 윈프리 쇼가 보유하고 있는 기록을 돌파하였다. 에미상 뿐만 아니라, 17개의 피플스 초이스상까지 수상했다. 엘런 쇼 유튜브 채널은 가장 많이 구독하는 유튜브 채널 상위 20위 안에 들었다. 2019년 5월 21일, 엘런 디제너러스는 3년 더 계약을 맺었다고 발표했고, 2022년까지 계약을 연장하였다. 2021년 5월 12일, 시즌 19을 마지막으로 프로그램을 폐지한다는 소식이 발표되었다.

## 사건사고

### 음원 무단사용
2009년 9월, 4개의 주요 음반사들이 무단으로 1,000 곡이 넘는 노래를 사용했다며 이 쇼의 프로듀서들에 대한 불특정 손해배상 청구소송을 제기했다. 이 소송은 워너 뮤직 그룹 (Warner Music Group Corp), 소니 뮤직 엔터테인먼트 (Sony Music Entertainment), 유니버설 뮤직 그룹 (Universal Music Group) 및 EMI에서 제기하였다.

### 봉준호 조롱
2020년 2월 11일 미국 NBC 인기 토크쇼 ‘엘렌 드제너러스 쇼’의 공식 유튜브 채널에는 ‘엘렌이 봉준호 감독에게 누드 사진을 보냈지만 봉준호 감독에게선 답이 없었다(Ellen Texted Bong Joon Ho a Nude Photo, and He Hasn't Responded)’라는 제목의 영상이 올라왔다. 해당 영상에서 엘렌 드제너러스는 ‘기생충’에 대해 “이 영화를 보고 우리집 지하실도 확인해 봐야겠다는 생각이 들었다”라고 말했다. 또한 드제너러스는 이 방송에서 봉준호 감독에게 인종 차별적 발언을 했다는 지적을 받고 있다.
영상에서 엘렌은 미국 아카데미영화상 시상식을 본 소감을 전하며 작품상, 감독상, 각본상, 국제장편상을 수상해 4관왕에 오른 ‘기생충’을 언급했다. 그는 “브래드 피트에게 문자를 보냈다. 나는 그의 연설을 사랑한다. 로버트 드 니로에게는 팩스를 보냈다”며 “‘기생충’은 이날 밤 승리자였다. 그래서 봉준호 감독의 통역사에게 문자를 보냈다. 봉준호는 다시 통역사에게 답장을 했고 통역사는 나에게 그걸 전달했다. 간단히 말해서 내 누드 사진을 보냈는데 답을 들을 수는 없었다”라고 했다. 봉 감독이 영어를 구사하지 못해 통역사를 거쳐 어렵게 소통했다는 의미라며, 일각에서는 “인종차별을 담은 미국식 농담”이라고 비판했다. 그러나 일각에서는 엘렌이 엘렌쇼에서 말장난을 하는 것은 자주 있는 일이므로 인종차별로 확대 해석할 필요까지는 없다는 의견도 나왔다.

## 스핀오프

### 엘런의 게임 오브 게임
2017년 NBC에서는 관객과 소통하는 게임 코너인 엘런의 게임 오브 게임을 분리하여 스핀오프 프로그램을 런칭하였다.

### 엘런의 가장 위대한 선물의 밤
2019년 12월 공개한 '엘런의 가장 위대한 선물의 밤'은, NBC가 기존의 엘런 드제너러스 쇼의 "12일 간의 선물", "엘렌의 가장 위대한 선물" 코너와 별개로 2019년 12월 10일부터 2019년 12월 12일까지 3일간 방영한 휴일 특집 프로그램이다. 이 프로그램은 드제너러스가 유명 연예인 및 공인들과 협력하여 집, 직장 및 스튜디오 관객들을 찾아가 선물을 기대하지 않던 사람들에게 마음이 따뜻해지게 하는 상상치도 못한 선물을 전달하는 프로그램이다.

## 국제 송출
| 국가                                          | 채널 소유자                 | 채널               | 음성 | 자막                     |
| --------------------------------------------- | --------------------------- | ------------------ | ---- | ------------------------ |
| 대한민국                                      | A+E Networks North Asia     | LIFETIME           | 영어 | 한국어                   |
| 싱가포르 인도네시아 필리핀 미얀마 태국 베트남 | A+E Networks South Asia     | Lifetime           | 영어 | 동남아시아의 다양한 언어 |
| 싱가포르                                      | 싱가포르 방송 협회          | Channel 5          | 영어 | 없음                     |
| 홍콩                                          | HK Television Entertainment | ViuTVsix           | 영어 | 영어, 중국어             |
| 인도                                          | 타임스 그룹                 | Romedy Now         | 영어 | 영어                     |
| 영국                                          | ITV                         | ITV2               | 영어 | 영어                     |
| 아일랜드                                      | RTÉ                         | RTÉ One, RTÉ2      | 영어 | 영어, 아일랜드어         |
| 오스트레일리아                                | Nine Entertainment Co       | Channel Nine, 9Gem | 영어 | 영어                     |
| 뉴질랜드                                      | TVNZ                        | TVNZ 1             | 영어 | 영어                     |
| 남아프리카 공화국                             | DSTV                        | Vuzu               | 영어 | 영어                     |
| 그리스                                        | NOVA Greece                 |                    | 영어 | 영어                     |